# Villalpardo
Villalpardo es un municipio español situado en el sureste de la provincia de Cuenca, en la comunidad autónoma de Castilla-La Mancha, ubicado en la comarca de la Manchuela. Limita con los municipios de Iniesta, Graja de Iniesta, Minglanilla y Villarta. Está a escasos 4 km de la A-3 (Autovía del Este) que une Madrid y Valencia. 

## Descripción
Villalpardo es uno de los pueblos más orientales de la provincia de Cuenca, está enclavado dentro de la comarca llamada La Manchuela. En la actualidad cuenta con 1.320 habitantes (INE 2013) y un término municipal de 3500 ha aproximadamente.
Se encuentra a muy pocos kilómetros de la autovía A-3 de Madrid a Valencia (Autovía del Este), siendo sus pueblos limítrofes más inmediatos Minglanilla, Iniesta y Villarta. También la carretera CM-3201 está cercana a la población. La carretera CM-3201 une la A-3 (en Minglanilla) con la A-31 (Autovía de Alicante, a la altura de la ciudad de Almansa).
Su altitud viene a ser de 700 m s. n. m. Su clima es continental pero influenciado por su ubicación tiende a tener unos veranos muy secos e inviernos muy fríos, escaseando la lluvia por lo que adquiere con ello un claro matiz mediterráneo. Las precipitaciones medias anuales se encuentran en torno a los 300 litros por metro cuadrado y las temperaturas oscilan entre los 4 grados bajo cero que pueden llegar a producirse en invierno y los 35 grados sobre cero del verano.
El terreno del término municipal es bastante accidentado en la zona este y noreste y bastante llano al oeste y al norte. Los terrenos de cultivo están dedicados, principalmente, a viña, olivo, almendro y algunas especies de frutales, existiendo igualmente monte bajo y alto con diversas especies autóctonas como pino carrasco, encina, coscoja, romero, enebro, etc. El motor económico de los habitantes del pueblo está basado principalmente en el sector primario, la agricultura, pero teniendo gran relevancia también el cultivo del champiñón y ya en menor medida el sector servicios.
Los parajes y paisajes más emblemáticos de la zona, como son El Sitio de Consolación, el embalse de Contreras, el río Cabriel, Vadocañas y Los Cárceles se encuentran muy cercanos a Villalpardo que, además, ofrece unas vistas panorámicas únicas de una buena parte del territorio denominado Valle del Cabriel, destacando la visión espectacular de sus numerosas plantaciones de almendros en flor allá por los meses de febrero y marzo.
Villalpardo dista 120 km de la ciudad de Valencia, 90 km de la capital provincial, 65 km de Albacete y 220 km de Madrid.

## Historia
El nombre de la localidad parece ser que surge por situarse un primer asentamiento de la misma en un antiguo villar o resto de un poblado anterior, por lo que este topónimo se usó para nombrar al lugar justo al que hace alusión el color pardo del terreno: villar pardo, que posteriormente podría haber generado el nombre actual de Villalpardo. Existe también una posibilidad por la cual se puede pensar que los antiguos moradores del primer asentamiento fueran gentes oscuras de piel, lo que coloquialmente podríamos llamar pardos, todo ello producto del mestizaje de población autóctona y árabe. Según muchas opiniones este hecho es lo que efectivamente hizo que se designara con ese nombre al pueblo, ya que como se puede comprobar el color de la piel de la gran mayoría de las personas de la localidad es más bien oscura y al igual también podemos fijarnos en la gran cantidad de personas con un apellido que desciende principalmente del árabe como es "López".
La historia del pueblo se encuentra ligada en la Historia, como casi todos los pueblos de la comarca, a Iniesta, villa a la que perteneció hasta el año 1729, por tanto, su término comparte avatares históricos de las poblaciones y civilizaciones más antiguas.
En su término municipal y limítrofes se han encontrado diferentes restos arqueológicos que atestiguan la existencia de pobladores en las distintas etapas cronológicas, desde la Edad del Bronce, con las famosas pinturas rupestres en el río Cabriel, pasando por la cultura ibérica, que tuvo su centro neurálgico en la ciudad de Ikalesken, actual Iniesta, y por la dominación romana de todo el territorio, pasando a integrarse en la provincia Cartaginense, hasta la invasión musulmana. 
Ha sido esta tierra una zona fronteriza por la que pasaron huestes y ejércitos, comerciantes y vendedores, carreteros y viajeros, que fueron dejando su huella. Se dice que en la rambla llamada de Pero Yoma hubo un castillo que nombran las Relaciones Topográficas de Felipe II en Iniesta, castillo que pudo servir de asentamiento a la población musulmana en sus idas y venidas de conquista y reconquista.
Hasta el siglo XVIII, la historia de Villalpardo como anteriormente hemos citado ha estado unida a la de la villa de Iniesta, de la que al final consiguió segregarse junto a la actual Villarta durante el reinado del rey Felipe V, en el año 1729, pasando a denominarse "Villa de Villalpardo y Casas Alquerías de Villaharta", separándose en posteriores años y pasando a ser las actuales localidades de Villalpardo y Villarta. Es precisamente ese momento histórico de separación de la villa de Iniesta el de más convulsión local derivado de la propiedad de los terrenos de labor que se compraron o se cambiaron por tierras de barbecho a Iniesta, iniciándose igualmente un contencioso muy duro para resolver sobre la propiedad del Sitio de Consolación, mucho más cercano al pueblo de Villalpardo que al de Iniesta, y haciendo de este litigio una verdadera lucha política entre pueblos y con ello también entre el poder real y eclesiástico.
El siglo XIX se fue consolidando el trazado urbanístico actual, aumentando su población y estabilizándola, aunque sin llegar a tener ningún tipo de predominio o papel preponderante entre sus pueblos vecinos.
En la actualidad, metidos de lleno en el siglo XXI, el pueblo de Villalpardo y sus gentes se encuentran inmersos en un nuevo concepto de desarrollo rural capaz de generar expectativas para un futuro estable y mejor de todos sus habitantes, haciéndolo sostenible con el medio ambiente y compatible con el bienestar del modus vivendi de hoy.

## Escudo
El actual escudo de nuestra localidad es de reciente creación, concretamente del año 2003, escogido entre otros dos proyectos más presentados, el mismo ha sido ideado bajo la simbología de elementos propios del pueblo y su territorio. Así, en el escudo figura un pino arrancado de sinople (aunque en el original presentado fuese una copia del “pino del llanillo), pero cambiado por exigencias de la heráldica, en campo de oro, como símbolo de riqueza; también figura un puente, como símbolo de comunicación y unión con otros pueblos, por estar sus tierras bañadas por distintos arroyos o ramblas, existiendo un puente en la rambla de Pero Yoma; y, por supuesto, un castillo, símbolo manifiesto de Castilla y su historia.En definitiva, las armas del escudo del de Villalpardo se blasonan de esta forma: escudo medio partido y cortado. Primero de gules, castillo de oro mazonado de sable y aclarado de azur. Segundo de oro, pino arrancado de sinople. Tercero de azur, puente de dos ojos de plata. Al timbre, corona real cerrada.

## Puentes

### Puente de Vadocañas
Puente situado en el paraje denominado "Ribera de Vadocañas", situado sobre el Río Cabriel a unos 13 kilómetros de la localidad. Une la comunidad autónoma de Castilla-La Mancha y la Comunidad Valenciana.
Puente de un solo ojo, tiene unos 33 metros de luz (120 pies de hueco), realizado en piedra labrada; cimentado en las mismas rocas de las propias márgenes del río está designado como uno de los puentes de esas características más grandes de España y de Europa.
Aunque siempre se ha dicho que el puente es de origen romano, hay que hacer constar que su construcción es de época posterior, y este comentario bien puede venir dado ya que según algunos datos existió río arriba un antiguo puente, este si hubiera podido ser de construcción en época romana. Sobre este tema hacer mención de que esta afirmación es muy contradictoria ya que repasados escritos tanto de la parte de Iniesta, como de Minglanilla e incluso de Requena y Venta del Moro, todos ellos correspondientes a sus "deslindes y amojonamientos", en ninguno de ellos queda claro que de los puentes que en los mismos se habla "puente vieja de Vadocañas", "puenseca" sea alguno y según las mediciones que se declaran un puente de construcción anterior al actual de la Ribera de Vadocañas, dicha documentación por ejemplo se contradice sobre el llamado puente de la "puenseca" ya que en algunos escritos lo sitúan a un kilómetro más arriba de la ribera de Vadocañas y en otros se sitúa a una "legua vulgar" que serían de 7 a 8 kilómetros actuales con lo que nos iríamos al actual paraje de la Fuenseca.
Se sabe que allá por 1540, (todo ello según D. Rafael Bernabéu en su libro Historia de Requena) una tempestad destrozo caminos y puentes entre los que se encontraba el de "Vadocañas", ¿cómo puede ser que si en esos años “no existía el actual puente” se hablara de uno con el nombre del mismo paraje?, por todo esto se pone en duda si en realidad existió un anterior puente en la misma posición del actual o por el contrario habría otro situado en otra zona del río.
Es posible que el puente que se habla de la “puenseca” era un puente situado en el mismo paraje que ahora se llama “la Fuenseca” y que, anterior al actual de Vadocañas habría existido otro puente en el mencionado paraje y que por causas naturales el mencionado se destruyera llevando así a la construcción del que actualmente conocemos (aunque nos quedará siempre la duda de que el anterior puente hubiera podido estar situado sobre antiguos sillares de un antiguo puente de construcción romana). 
La construcción del puente actual de Vadocañas está documentada sobre finales del siglo XVI o comienzos del XVII.

### Puente Grande
Puente situado sobre la llamada “Rambla de San Pedro”; por el pasaba la antigua carretera comarcal (actual CM-3201); delimita los términos de Villalpardo y Minglanilla, fue construido en el siglo XIX aunque no se ha encontrado documentación relativa a esa construcción, pero se sabe que sería cuando por fin se realizó la primera carretera que unía las poblaciones anteriormente nombradas.
El puente tiene una estructura con dos arcos de medio punto y fue realizado el original en piedra artificial labrada e incorporando alguna pieza de piedra natural.
Hace unos años uno de sus arcos se derrumbó y en la actualidad ha sido reformado totalmente a base de piedra artificial tallada.
La zona se ha convertido en un área de recreo de la localidad y a la cual está prohibido el paso a vehículos.

## Árboles singulares

### Pino del Llanillo
El pino del Llanillo o de la Cabila es un ejemplar de pino carrasco y singular por su altura y por la circunferencia de su tronco, de más de tres metros y medio. Le da nombre a la rambla donde está situado, que es la misma que llega al Sitio de Consolación con el nombre de rambla de Villalpardo. En los últimos años, las tormentas y algunos rayos han quebrado parte de su ramaje y tronco, aunque no deja de ser un árbol de excepcional belleza al que se accede entre numerosos campos de almendros y desde el que se contemplan bonitas vistas de toda la zona. Es uno de los símbolos manifiestos de identidad local y, por ello, plasmado también en el escudo del municipio.

## Tradiciones y festividades
Villalpardo, pueblo como tal está lleno de tradiciones y festividades que se celebran a lo largo de los años, algunas siguen vigentes y otras se han perdido en el tiempo.

### Los Quintos
Es una de las tradiciones más esperadas por los mozos que entran en quintas: la semana de los quintos, que suele realizarse durante la segunda semana del mes de febrero (siempre es una fecha aproximada). Los quintos anteriormente eran los chavales del pueblo que al cumplir 18 años debían sortear y prepararse para ir a cumplir el servicio militar. Se juntan durante toda una semana y, tradicionalmente, en el sábado de terminación de la semana se hace el traspaso de gorros entre los quintos viejos y los nuevos (a esta tradición se le llama “el pollo”, es tradición la “tirada” de “borrachos” en la plaza del pueblo y recogen esa noche los pollos que han criado las madres durante el año comiendo todos juntos el domingo, van por las calles haciendo sonar las caracolas y los almirezes para pedir dinero y comida. En la actualidad, ahora que ya no hay servicio militar obligatorio, también se suman a la fiesta las quintas, que son las mozas que entran también en quinta ese año. Con esta tradición se da comienzo a un largo año en que los “quintos” tomarán parte de varias tradiciones: hacen de Reyes Magos y pajes en Navidad, hacen la enramá en la puerta de la iglesia el Sábado de Gloria, cantan los mayos a la Virgen y a las mozas, y en las fiestas patronales de agosto son los majos y majas que dan realce y grandeza a nuestra feria y fiestas.

### San Antón
Es una de las festividades más tradicionales en toda la comarca. La víspera se hacen hogueras a la puerta de las casas y se juntan los vecinos para cenar viandas asadas en las ascuas. El día del patrón de los animales, el 17 de enero, se oficia misa por la tarde, se bendicen los animales que son llevados a la puerta de la iglesia. Antiguamente se rifaba el llamado gorrino de San Antón. Es este un cerdo, ofrecido al santo por algún vecino desde pequeñito, que se ha criado libremente por las calles del pueblo comiendo de lo que le dan los propios vecinos del pueblo a la puerta de sus casas. Se trata de una tradición de hace ya algunos años y que, hoy por hoy, en el siglo XXI se ha querido recuperar, no deja de resultar chocante y simpático ver suelto por calles y plazas del pueblo al gorrino de San Antón a espera de que algún vecino le eche de comer.

### San Marcos
Antiguamente “San Marcos” fue uno de los patrones de la localidad, de hecho, el Santuario de Consolación, antes de ser un santuario mariano estaba dedicado a San Marcos. En la actualidad, el día 25 de abril, día del patrón, se hace misa y después se lleva la imagen de San Marcos en procesión hasta la Cooperativa del Campo donde se reparte la “caridad” y “el zurra”. La “caridad” consiste en unos rollos o tortas pequeños amasados a los cuales de les añaden anisillos y bendecidos por el cura párroco en ese mismo momento, mientras que el zurra es una bebida resultante de mezclar vino, gaseosa con azúcar y trozos de fruta como plátano, manzana o naranja. La “caridad” es preparada cada año por un barrio del pueblo y en su elaboración participan los vecinos que lo desean. En años anteriores los lugares donde se procedía a dar la “caridad eran distintos del actual, en la “Era de la Hipolita” y ya más anterior en el paraje llamado “La Cruz de San Marcos”

### San Isidro
San Isidro Labrador, es considerado el patrón de los campesinos y celebra su fiesta el día 15 de mayo. Es tradición que, por la mañana se oficie misa y se lleve la imagen del santo en procesión a la Cooperativa del Campo de la localidad donde se bendicen los campos. Por la tarde se hace una pequeña fiesta y se ofrece una merienda con zurra, tortas de sardinas, tortas de jamón etc, todo ello a cargo de la Cooperativa del Campo del pueblo.

## Sitios y lugares de interés en el entorno de Villalpardo

### Iglesia parroquial de San Pedro Advíncula (siglos XVI–XVII)

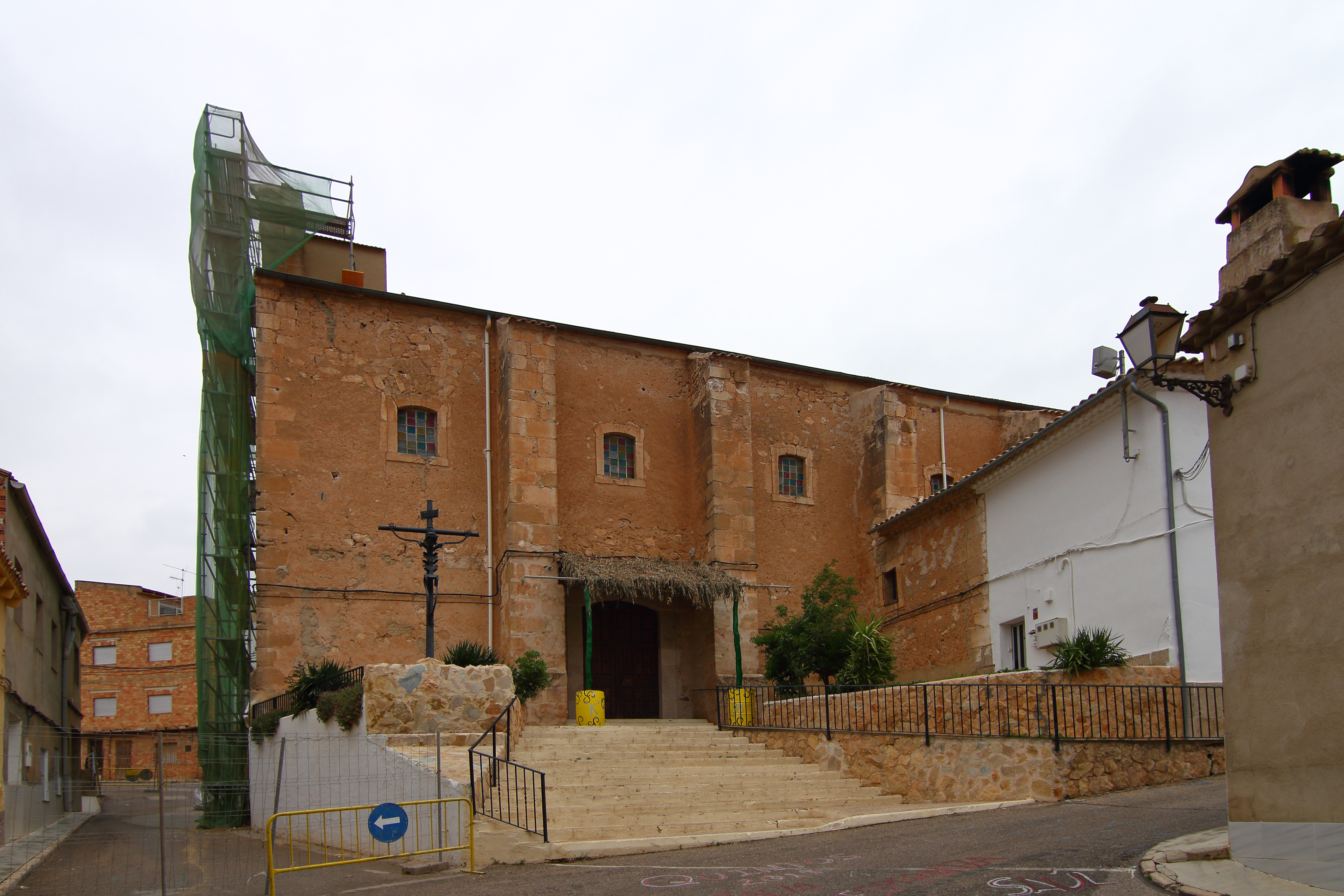
Iglesia parroquial de San Pedro Advíncula

Se trata de un templo religioso de planta rectangular en una sola nave. Su construcción es de mampostería y piedra sillar en las esquinas y su estilo es renacentista y barroco. La cubierta es de medio cañón sobre toda la nave con lunetos en los vanos. En el segundo cuerpo cercano al cabecero se halla una capilla a la que se accede por un arco de medio punto que es cuadrada y con bóveda de arista. Tiene ábside poligonal y piecero plano. Su pila bautismal es gótica. Existe una baldosa esmaltada con la siguiente inscripción: Rosa/Guerrero: Bezi/na de Hellín, Herma/na de la Religión/Nuestro Padre Francisco/año 1518. En el exterior, su portada es sencilla, de arco rebajado entre dos contrafuertes y tejadillo. Tiene espadaña de tres ojos construida en sillares y apilastrada con cornisa curva también de piedra.

### Rambla de San Pedro
Esta rambla atraviesa la carretera entre Villalpardo y Minglanilla (CM-3201). En ella se distingue la vegetación autóctona de la zona y los restos de un viejo puente de piedra por donde pasaba la antigua carretera, hoy reflejado en el escudo municipal. En torno a esa rambla se dice que existió en tiempos de dominación musulmana un castillo que se llamó de Pero Yoma. La rambla de San Pedro termina uniéndose a la rambla de Consolación en el paraje conocido como "El Malpasillo".

### Cuco tío gallina
Se trata de una construcción que aunque es típica de estas zonas no se conocen por el entorno de la existencia de muchas de ellos, se construyen para refugio de las gentes del campo. Su forma se realiza a partir de una circunferencia desde la que posteriormente y con mampostería de piedra se va cerrando hacia arriba hasta terminar en punta. Estas construcciones eran llamadas "cucos", solamente tenían una entrada casi siempre dirigida al este u oeste y carecían de ventanas; concretamente este se encuentra en el camino que va desde la localidad de Iniesta al Santuario de Consolación en el paraje denominado "La Pajarilla" y su construcción es bastante antigua.

### Santuario de Nuestra Señora de Consolación
El Santuario de Nuestra Señora de Consolación se encuentra enclavado en la comarca conquense de La Manchuela. Tiene de extensión aproximadamente unas 70 ha. Está formado por un monte frondoso en el que predomina el pino mediterráneo y el matorral autóctono. Es un lugar idóneo para el descanso, el retiro y el recreo en medio de la naturaleza. Pertenece al término municipal de Iniesta, aunque la población más cercana es el pueblo de Villalpardo, término municipal que rodea por entero este paraje. Su terreno, abundante en piedra caliza, favorece la fluidez de aguas por los distintos lugares de este paraje tan singular, y así sus numerosas fuentes y manantiales.
En el año 1603 se solicita la primera licencia para celebrar la feria anual en el Sitio de Consolación.
La ermita es una construcción en planta salón, de una sola nave y crucero sobresaliente, con camarín adosado tras el presbiterio. Este camarín es obra posterior pero enlaza bien con el resto, tanto interna como externamente. Está íntegramente realizada en mampostería, salvo las cadenas laterales, realizadas en piedras de sillería a soga. La cobertura de la nave y el crucero, así como el ábside se hace con bóveda de medio cañón con lunetos, de falso vano en el costado izquierdo y real en el derecho. En el crucero lleva una cúpula, lo mismo que en el camarín, sobre pechinas. Al exterior la cúpula central.
La Hospedería es una edificación de planta cuadrada, con un patio central porticado al que dan todas las habitaciones. La obra es de mampostería con cadenas de sillares a soga en las esquinas, portada principal y orla de las ventanas. En la planta baja hay veintidós estancias que se utilizaban, la mayoría, como almacenes, graneros, etc. La primera planta tiene dieciocho, usadas como viviendas. Los tabicados actuales no coinciden con los que en su día se hicieron por el presente aprovechamiento del lugar como zona de veraneo. Hay también un conjunto de zonas de uso agrícola y laboral: cuadras, pocilgas, gallineros,... 
La portada es esencialmente simétrica. La puerta tiene un gran arco de medio punto. A ambos lados cuatro vanos, dos en cada planta, enrejados los de abajo. Sobre la puerta un balcón con tejadillo sobresaliente. El patio interior lleva doce arcos de medio punto sobre ocho pilares de planta cuadrada y cuatro machones en las esquinas, todo ello en piedra de sillería. En el centro había una cisterna, pensada como aljibe para recoger las aguas de lluvia. En la actualidad se ha construido una fuente nueva.
La planta alta del patio sostiene la cubierta de teja mora, con sistema de pilares de madera, llamados de pie, y zapatas que contrarrestan las vigas. Una hermosa balaustrada recientemente restaurada conserva su forma primitiva y presta gran parte de su encanto al conjunto. Entre las estancias mejor conservadas de la Hospedería se encuentra la del Obispo y la de las Autoridades. 
Al sur de la célebre fuente de la Perlica hay una zona edificada de planta trapezoidal alargada. Consta de cuatro edificios de habitaciones: la Casa de Sevilla, unida por tres arcos exentos al edificio que ocupa el lado sur del trapecio; al norte del patio, la antigua casa del mayordomo y la de la Perlica, enlazando la antigua casa del mayordomo con la del lado sur una zona de cuadras. Las casas del costado sur tienen acceso por tres escaleras que dan a un corredor sombreado por el techo voladizo sobre pilares de madera y zapatas que sirve de distribuidor para acceder a las viviendas. La zona inferior de la edificación está formada por una serie de arcos que en su día servían de soportales para albergar tiendas y puestos ambulantes de mercaderías que se establecían en época de feria. Fueron cegados para habilitar nuevas zonas de habitación. Hay también un lavadero, de época, alimentado por una corriente canalizada desde la fuente de la Perlica que desagua en la rambla de Consolación.
La Casa de Sevilla, que debe su nombre a un error popular al pronunciar el apellido de su constructor Fray Vicente Sevila, es un edificio de planta cuadrada, tiene dos pisos y está cubierta de teja arábiga a cuatro aguas. A la planta superior se accede por una escalera descubierta. La antigua casa del mayordomo está situada al respaldo del ábside de los restos de la segunda ermita, apoyándose en el arco toral de la iglesia, que aún existe. La Casa de la Perlica también se hizo aprovechando uno de los muros del antiguo templo.

### Ribera de Vadocañas
Se le llama así a la zona del Río Cabriel situada a unos trece kilómetros de la localidad, siempre en dirección este.
En esta zona que durante años y años ha servido de paso hacia el levante español existió en años anteriores una fijada población estable de habitantes. Así en la misma se puede contemplar una antigua venta que servía de aposento y descanso para los innumerables viajeros que por aquellos caminos transitaban "no a" muchos años. Igualmente pueden contemplarse algunas viviendas (una de ellas dedicada a escuela) y también un cementerio.
Como no, en esta zona es donde está ubicado el llamado "Puente de Vadocañas".
Zona ideal de baño por lo especial del paisaje y sus aguas cristalinas.

### Casa de la Hueca
Finca situada en el término municipal de Minglanilla, posee unas 3.000 has de tierras dedicadas en su mayoría a siembra y terrenos forestales, está a unos diez kilómetros de Villalpardo. La misma ejerce de frontera natural entre las tierras de esta comarca y el Río Cabriel. Dentro de ella se encuentra situada la Reserva Natural de las Hoces del Cabriel, paisaje natural abrupto donde los haya que se ha ido modelando con el paso de los siglos por el cauce del río que lleva su nombre.
En ella se encuentran numerosa cuevas naturales que sirvieron de refugio a agricultores, ganaderos y combatientes de leyenda de la guerra civil española (maquis).
Igualmente se encuentran dentro de ella una serie de pinturas rupestres del paleolítico, pertenecientes a la llamada escuela levantina, representan escenas de caza, animales y grupos de personas. Fueron descubiertas en el año 1987 por varios jóvenes de la localidad acompañados de Don Vicente Malabia, párroco que fue del pueblo.

### Monolito del camino de Consolación
Monolito situado en el margen izquierdo del llamado “camino de Consolación” en el límite del término municipal de Villalpardo y la zona del Santuario que lleva el mismo nombre.
Realizado de piedra en forma cilíndrica, termina con una pequeña cruz de hierro. Tiene una altura de unos dos metros. Este monolito indica a los romeros y visitantes que se entra en zona sagrada.

### Monolito del camino de Vadocañas
Cercano a la Ribera de Vadocañas, al margen del camino aparece un resto celtíbero muy bien conservado. El llamado “monolito” es lo que en realidad se cree que pudo ser una especie de calendario solar que sirviera de referencia en el inicio de las cosechas, ya que el 21 de diciembre aproximadamente pasa por el centro de su orificio un rayo de sol, lo que daría por tanto comienzo a la cosecha anual y al invierno. Igualmente pudo ser uno de los dos pilares que en años muy atrás sirvieran para el corte del paso del camino hacia levante y que el otro monolito del otro lado del camino desapareciera con el tiempo (¿Estará el citado monolito enterrado en las cercanías?, el tiempo algún día nos lo dirá).

## Demografía
Villalpardo cuenta con una población de 1000 habitantes (INE 2024).
| Gráfica de evolución demográfica de Villalpardo entre 1842 y 2021                                                                                                |
| |
| Población de derecho según los censos de población del INE Población de hecho según los censos de población del INEEn este censo se denominaba Villarpardo: 1842 |

| 2001 | 2002 | 2003 | 2004 | 2005 | 2006 | 2007 | 2013 |
| ---- | ---- | ---- | ---- | ---- | ---- | ---- | ---- |
| 1103 | 1125 | 1124 | 1141 | 1191 | 1221 | 1196 | 1036 |